# Отровна гъба
Отровната гъба е токсична и опасна за хората. Токсичността ѝ причинява от леки храносмилателни проблеми, алергични реакции и халюцинации до тежки органни увреждания и смърт. Най-опасните гъби, съдържащи смъртоносни токсини, са от родовете Conocybe, Galerina, Lepiota и мухоморка (Amanita).

## Видове отровни гъби

### Смъртоносно отровни гъби
- Следва списък на гъби със значителен риск от смърт, ако се консумират:
  - Amanita arocheae
  - Amanita bisporigera
  - Amanita exitialis
  - Amanita magnivelaris
  - Amanita ocreata
  - Зелена мухоморка (Amanita phalloides) 
  - Amanita smithiana
  - Amanita sphaerobulbosa
  - Amanita subjunquillea
  - Бяла мухоморка (Amanita verna, Amanita virosa) 
  - Мораво рогче (Claviceps purpurea)
  - Бяла отровна орешарка (Clitocybe dealbata)
  - Clitocybe rivulosa
  - Conocybe filaris
  - Cortinarius gentilis
  - Оранжево-червен паяжинник (Cortinarius orellanus)
  - Cortinarius rubellus
  - Cortinarius splendens
  - Отровна галерина (Galerina marginata)
  - Galerina sulciceps
  - Обикновена дипленка (Gyromitra esculenta)
  - Вълчи зъб (Inocybe erubescens) 
  - Lepiota brunneoincarnata
  - Lepiota castanea
  - Lepiota helveola
  - Lepiota subincarnata
  - Lepiota xanthophylla
  - Pleurocybella porrigens
  - Podostroma cornu-damae
- Докладвани са няколко смъртни случая и за следните гъби:
  - Червена мухоморка (Amanita muscaria) 
  - Boletus pulcherrimus
  - Отровен родофилус (Entoloma sinuatum) 
  - Лъжлива пънчушка (Hypholoma fasciculare) 
  - Лъжлива млечница (Lactarius torminosus) 
  - Киселка (Paxillus involutus)
  - Russula subnigricans
  -  Жълтозелена бархетна гъба (Tricholoma equestre)  – в някои източници се дава, като ядлива[2]

### Слабо отровни гъби
В зависимост от погълнатото количество, тези гъби могат да причинят от слаби до много сериозни храносмилателни проблеми, алергични реакции и халюцинации. В по-големи количества, някои от тях могат да доведат до тежки органни увреждания, и много рядко до смърт.
- Карболова гъба (Agaricus xanthodermus)
- Amanita abrupta
- Amanita brunnescens
- Amanita farinosa
- Жълто-розова мухоморка (Amanita gemmata)
- Amanita elliptosperma
- Петниста мухоморка (Amanita pantherina)
- Amanita porphyria
- Кралска мухоморка (Amanita regalis)
- Amanita virosiformis
- Amanita xanthocephala
- Boletus legaliae
- Дяволска гъба (Boletus satanas)
- Chlorophyllum molybdites
- Clitocybe acromelalga
- Clitocybe amoenolens
- Entoloma rhodopolium
- Gomphus floccosus
- Hebeloma crustuliniforme
- Helvella lacunosa
- Helvella crispa
- Inocybe geophylla
- Inocybe hystrix
- Inocybe lacera
- Lactarius chrysorrheus
- Lactarius helvus
- Omphalotus nidiformis
- Горчива миризливка (Omphalotus olearius)
- Красива коралка (Ramaria formosa)
- Бледа коралка (Ramaria mairei)
- Бясна гъба (Russula emetica)
- Виолетова звезданка (Sarcosphaera coronaria)
- Брадавичеста пърхутка (Scleroderma citrinum)
- Зелена меднянка (Stropharia aeruginosa)
- Тигрова гъба (Tricholoma pardinum)
- Жълта бархетна гъба (Tricholoma sulphureum)